# Serge Bento
Pour les articles homonymes, voir Bento (homonymie).
Serge Émile Benneteau-Desgrois dit Serge Bento, né le 25 novembre 1931 à Paris, est un acteur français.

## Biographie
C'est un des acteurs fétiche de Claude Chabrol pour lequel il a joué dans quinze films.
À la télévision, il a notamment participé à 18 épisodes de la série Les Cinq Dernières Minutes.

## Filmographie

### Cinéma
- 1951 : La Grande Vie d'Henri Schneider : Jojo
- 1951 : Journal d'un curé de campagne de Robert Bresson : Mitonnet
- 1952 : L'Homme de ma vie de Guy Lefranc : Paul-Edmond
- 1954 : Escalier de service de Carlo Rim : le livreur de la maison Heim
- 1954 : Bonnes à tuer d'Henri Decoin : une personne refoulée par l'agent
- 1955 : Le Fil à la patte de Guy Lefranc : le livreur de fleurs du mariage
- 1955 : Chantage de Guy Lefranc : Un accusé
- 1956 : Trapèze (Trapeze) de Carol Reed : un journaliste
- 1956 : Les Duraton d'André Berthomieu : un homme au tribunal
- 1957 : À pied, à cheval et en voiture de Maurice Delbez : le cycliste
- 1957 : Le Grand Bluff de Patrice Dally : un liftier de l'hôtel Royal
- 1957 : Donnez-moi ma chance de Léonide Moguy
- 1958 : Maxime d'Henri Verneuil : un crieur de journaux
- 1959 : Soupe au lait de Pierre Chevalier
- 1960 : Les Bonnes Femmes de Claude Chabrol : le livreur
- 1961 : Auguste de Pierre Chevalier : le journaliste de France Soir
- 1961 : Les Godelureaux  de Claude Chabrol : Bernard 1, le livreur
- 1961 : Un cheval pour deux de Jean-Marc Thibault : le voleur des valises
- 1962 : Les Sept Péchés capitaux, sketch L'Avarice de Claude Chabrol : Jean
- 1963 : Landru de Claude Chabrol : Maurice Landru, le fils
- 1963 : Ophélia  de Claude Chabrol : François
- 1964 : Le Tigre aime la chair fraîche  de Claude Chabrol : un homme de Dobrovsky
- 1965 : Marie-Chantal contre docteur Kha de Claude Chabrol
- 1966 : La Ligne de démarcation de Claude Chabrol : le coiffeur
- 1966 : Les malabars sont au parfum de Guy Lefranc : le conducteur de la quatre chevaux
- 1966 : La Bourse et la Vie de Jean-Pierre Mocky : le militaire
- 1968 : Les Biches de Claude Chabrol : l'antiquaire
- 1969 : La Femme infidèle de Claude Chabrol : Bignon
- 1969 : Faites donc plaisir aux amis de Francis Rigaud : un employé de garage (non crédité)
- 1970 : La Rupture de Claude Chabrol
- 1974 : Gross Paris de Gilles Grangier
- 1974 : Les Innocents aux mains sales de Claude Chabrol
- 1976 : Bartleby de Maurice Ronet : un client
- 1978 : Violette Nozière de Claude Chabrol : le directeur de l’hôpital
- 1980 : Ma chérie de Charlotte Dubreuil : le contrôleur
- 1985 : L'amour propre ne le reste jamais très longtemps  de Martin Veyron : le réceptionniste
- 1986 : Paulette, la pauvre petite milliardaire de Claude Confortès : un agent de police
- 2006 : Fauteuils d'orchestre de Danièle Thompson : le monsieur groupie

### Télévision
- 1956 : Eugénie Grandet de Maurice Cazeneuve : Alphonse des Grassins
- 1958 : Les Cinq Dernières Minutes, épisode D'une pierre deux coups de Claude Loursais : André
- 1958 : Les Cinq Dernières Minutes, épisode Un sang d'encre de Claude Loursais : Lezoux
- 1959 : Les Cinq Dernières Minutes, épisode Sans en avoir l'air de Claude Loursais : le preneur de son
- 1960 : Les Cinq Dernières Minutes (Épisode 15, saison 1 : Un Poing final) de Claude Loursais : le photographe PJ
- 1961 : Les Cinq Dernières Minutes, épisode Sur la piste... de Claude Loursais : un des deux garçons de piste
- 1961 : Les Cinq Dernières Minutes, épisode Cherchez la femme de Claude Loursais : le passant
- 1961 : Les Cinq Dernières Minutes, épisode L'Avoine et l'Oseille de Claude Loursais : Robert Moreau
- 1962 : L'inspecteur Leclerc enquête, épisode : La Filière de Maurice Delbez : le motard
- 1962 : C'était écrit (Les Cinq Dernières Minutes no 25) de Claude Loursais : l'inspecteur stagiaire
- 1962 : Le Temps des copains, épisode 1 de Robert Guez : un employé de la SNCF
- 1964 : Les Cinq Dernières Minutes : Fenêtre sur jardin de Claude Loursais : Marcel, le photographe de l'IJ
- 1964 : Les Cinq Dernières Minutes, épisode 45 tours et puis s'en vont de Bernard Hecht : le preneur de son
- 1964 : L'Abonné de la ligne U de Yannick Andréi
- 1964 : Quand le vin est tiré ... (Les Cinq Dernières Minutes no 29), de Claude Loursais : Chasseneuil
- 1964 : Les Cinq Dernières Minutes, épisode  Sans fleurs, ni couronnes de Claude Loursais : l'ouvrier
- 1965 : Embrassons-nous, Folleville ! d'Éric Le Hung (téléfilm)
- 1965 : Les Cinq Dernières Minutes, épisode Des fleurs pour l'inspecteur de Claude Loursais : le cordonnier
- 1965 : Les Complices de l'aube, de Maurice Cazeneuve
- 1966 : Les Cinq Dernières Minutes, épisode Pigeon vole de Claude Loursais : Gaston Monnier
- 1967 : Vidocq de Claude Loursais épisode : Vidocq à Bicêtre : un fou
- 1968 : Les Cinq Dernières Minutes, épisode Les Enfants du faubourg de Claude Loursais : : Chahut
- 1968 : Les Cinq Dernières Minutes, épisode Tarif de nuit de Guy Séligmann : un chauffeur de taxi
- 1970 : Les Cinq Dernières Minutes, épisode Les Mailles du filet de Claude Loursais : un pêcheur
- 1974 : Histoires insolites ; épisode : Les gens de l'été de Claude Chabrol
- 1975 : Au théâtre ce soir : Demandez Vicky de Marc-Gilbert Sauvajon, mise en scène Jacques-Henri Duval, réalisation Pierre Sabbagh, Théâtre Édouard VII : Mike
- 1975 : Le Créa de Jean Pignol : Félice
- 1975 : Amigo de Philippe Joulia
- 1975 : Monsieur Jadis de Michel Polac : Un chauffeur de taxi
- 1976 : Contrefaçons d'Abder Isker : Le gendarme Soler
- 1977 : Un comique né de Michel Polac : Le réalisateur publicitaire
- 1978 : La Grâce de Pierre Tchernia
- 1979 : Julien Fontanes, magistrat : Une femme résolue de Bernard Toublanc-Michel
- 1980 : Fantômas feuilleton TV de Claude Chabrol et Juan Luis Buñuel 2 épisodes : L'inspecteur Michel
- 1980 : Docteur Teyran de Jean Chapot : Castelet
- 1980 : L'Embrumé de Josée Dayan : Pierrot
- 1980 : Commissaire Moulin de Claude Grinberg (épisode La Bavure) : le juge Maloine
- 1981 : La ramandeuse de Gabriel Axel : Bonace
- 1981 : Le Boulanger de Suresnes de Jean-Jacques Goron (téléfilm)
- 1982 : Aide-toi de Jean Cosmos
- 1982 : Marion, mini-série (6 épisodes) de Jean Pignol Épisode : Chassez le naturel
- 1982 : Les Enquêtes du commissaire Maigret de Jean-Jacques Goron (série télévisée), épisode : Maigret et les Braves Gens' : le serrurier
- 1982 : La Steppe de Jean-Jacques Goron : L'aubergiste
- 1982 : Les Enquêtes du commissaire Maigret de Louis Grospierre (série télévisée), épisode : Maigret et le Clochard : le greffier
- 1983 : Le Nécessaire des filles de Louis XV de Jean-Marc Soyez (téléfilm) : Augier
- 1984 : Battling le ténébreux de Louis Grospierre et Jean-Louis Roncoroni (téléfilm) : le second notable
- 1985 : Les Cinq Dernières Minutes, épisode Histoire d'os de Jean-Jacques Goron
- 1985 : La Saison des loups - "Les colonnes du ciel" - de Gabriel Axel : Joannes
- 1985 : Une vie comme je veux de Jean-Jacques Goron
- 1986 : Catherine de Marion Sarraut (série télévisée) : Renaudot
- 1987 : Je tue à la campagne de Josée Dayan : Raillane
- 1987 : Les Enquêtes du commissaire Maigret, épisode : Les Caves du Majestic tiré du roman de Simenon et réalisé par Maurice Frydland : le concierge jour
- 1992 : Tout ou presque de Claude Vital (téléfilm)
- 1992 : Maigret, épisode Maigret et les plaisirs de la nuit de José Pinheiro : coroner
- 1996 : Les Cordier, juge et flic d'Alain Wermus, (épisode Une voix dans la nuit) : cultivateur
- 2000 : Julie Lescaut d'Alain Wermus, épisode Destins croisés : gardien d'immeuble
- 2005 : Groupe flag d'Étienne Dhaene, épisode Dans les règles de l'art : M. Guidot